# Герб Канады
Короле́вский герб Кана́ды (англ. Royal Coat of Arms of Canada, фр. Armoiries Royales du Canada) — один из официальных государственных символов Канады. Впервые создан в 1868 году как герб Канадской конфедерации и состоял из гербов четырёх провинций. С расширением территории Канады и ростом числа провинций герб усложнялся и к 1905 году состоял уже из 9 частей, что сделало его слишком сложным. В 1915 году началась разработка совершенно нового герба, который был утверждён королём Георгом V 21 ноября 1921 года. В 1957 году герб был несколько изменён, а после незначительных поправок 1994 года герб принял современный вид.

## Блазон
Щит четверочастный с оконечностью; в первой червлёной части герб Англии: три золотые, с лазуревыми когтями и языком, леопарда; во второй золотой, с червлёною двойною внутреннею каймою, процветшею и противопроцветшею червлёными же лилиями, четверти герб Шотландии: червлёный восстающий лев с лазуревыми когтями и языком; в третьей лазуревой четверти герб Ирландии: золотая арфа с серебряными струнами; в четвёртой лазуревой же части герб Франции: три золотые лилии; в серебряной оконечности герб Канады: червлёная ветвь о трёх червлёных же кленовых листьях; щит увенчан золотым турнирным шлемом с бурелетом, перевитым серебром и червленью; намёт из червлёных и серебряных кленовых листьев; на шлеме стоящий золотой коронованный леопард с серебряными когтями и червлёным языком, держащий одною лапою червлёный кленовый лист; надо львом королевская корона; вокруг щита червлёная с золотою каймою лента с начертанным по ней золотом девизом: «Desiderantes Meliorem Patriam», что значит «Они желали лучшей страны»; по правую сторону золотой лев с червлёными когтями и языком, поддерживающий Союзный гюйс: лазуревое полотнище скошенное справа и слева червлёным с серебряною каймою Андреевским крестом, затем рассечённое и пересечённое червлёным с серебряною каймою Георгиевским крестом; по левую сторону восстающий серебряный единорог, с золотыми гривою, рогом, и копытами, закованный в золотую же цепь и поддерживающий знамя Франции: лазуревое полотнище с тремя золотыми лилиями; оба стоят на лазуревой с золотою каймою ленте с начертанным по ней золотом девизом: «A mari usque ad mare», что значит «От моря до моря»; под лентою карниз из роз, чертополоха, клевера и лилий.

## История

### Новая Шотландия
Возникшие на территории Канады XVI—XVII веках британские колонии первоначально не имели своих эмблем. Шотландской колонии Новая Шотландия герб был пожалован шотландским королём Яковом VI в 1625 году. Герб представляет собой щит, включающий Андреевский крест — синий на белом или серебряном поле. В центре щита изображён красный королевский лев, на жёлтом или золотом поле. Лев окружён двойной красной каймой, увитой геральдическими лилиями. Также в XVII веке свой герб получила провинция Ньюфаундленд и Лабрадор

### Ньюфаундленд
В 1637 году был официально закреплён герб колонии Ньюфаундленд. Герб представлял собой увенчанный лосем геральдический щит Лондонско-Бристольской колонизационной компании.

### Компания Гудзонова залива
Западные и северо-западные земли Канады находились под управлением компании Гудзонова залива, чей герб, созданный в 1678 году, представлял собой щит с крестом и четырьмя бобрами, поддерживаемый оленями, увенчанный охотничьей шапкой с собакой.
|                                  |                                            |                                            |
| Герб Новой Шотландии с 1625 года | Герб Ньюфаундленда и Лабрадора с 1637 года | Герб компании Гудзонова залива с 1678 года |

### Английский период
После захвата всех французских колоний в Канаде Англией в 1763 году они не получили собственных гербов. Среди местных жителей популярными символами считались изображения бобра (на промысле которого во многом основывалась экономика Канады) и листьев канадского клёна (сироп из кленового сока был одним из любимых продуктов как колонистов, так и индейцев).

### Канадская Конфедерация

Герб Канадской конфедерации, принятый в 1868 году

До того, как в 1867 году была основана Канадская конфедерация, символом королевской власти в Канаде был Герб Великобритании.
1 июля 1867 года британские колонии Онтарио, Квебек, Новая Шотландия и Нью-Брансуик были объединены в Канадскую конфедерацию (самоуправляющийся доминион Канада).
Через год после установления конфедерации, королевским приказом от 26 мая 1868 года свои гербы были даны провинциям Онтарио, Квебек, Новой Шотландии (в 1929 году был восстановлен прежний герб XVII века) и Нью-Брансуик. Этим приказом королева Виктория постановила разместить четыре герба первых провинций на Большой печати Канады, и de facto они выступали в роли герба Канады до 1921 года.
Так в 1868 году был создан первый канадский герб. В четырёхчастном щите помещались гербы четырёх провинций. Провинцию Онтарио представляли три жёлтых кленовых листа в зелёном поле с английским красным крестом, Квебек — три зелёных кленовых листа в золотом с двумя французскими лилиями и английским львом, Нью-Брансуик — плывущая галера под золотым львом в красном поле, Новую Шотландию — пересечённое волнистой линией с изображением лосося золотое поле с тремя шотландскими чертополохами, однако в 1929 году был восстановлен её прежний герб.
Доминион Канада составлял лишь небольшую часть от современной территории Канады. Остальная часть, находившаяся преимущественно во владении компании Гудзонова залива и называвшаяся Землёй Руперта, использовала в качестве символа с 1845 года британский торговый флаг (Red Ensign) с добавлением аббревиатуры компании НВС. В 1870 году владения компании Гудзонова залива Земля Руперта и Северо-Западные территории вошли в состав доминиона Канада. В 1871 году была присоединена Британская Колумбия, в 1873 году — Остров Принца Эдуарда. Образовались новые провинции (Северо-Западные территории, Манитоба, Британская Колумбия, Остров Принца Эдуарда), также получившие гербы, добавленные в к гербу Конфедерации. В результате герб Канады получился настолько сложным (к 1905 году герб состоял из девяти частей), что было принято решение больше не добавлять в него гербы новых провинций и не изменять его в зависимости от смены герба отдельной провинцией.

### Современность
В 1915 году началась разработка совершенно нового герба. Для этой цели в 1919 году был сформирован специальный комитет. Члены комитета сошлись на том, что элементы нового канадского герба должны быть связаны с королевскими гербами Англии, Ирландии, Шотландии и Франции, а кленовые листья представлять собственно Канаду; но насчёт того, как разместить эти листья, в то время консенсуса ещё не было. В 1920 году решение комитета было принято, и он попробовал согласовать его с Геральдической палатой Великобритании; однако Garter King of Arms выступал против использования элементов английского королевского герба. После некоторых манёвров и личного вмешательства Уинстона Черчилля новый герб Канады был формально заявлен приказом в Совете 30 апреля 1921 года, а 21 ноября того же года король Георг V подписал указ об утверждении нового герба доминиона Канада (англ. Arms or Ensigns Armorial of the Dominion of Canada). Утверждённый герб во многом сходен с гербом Соединённого Королевства, но с добавлением кленовых листьев в основание и элементов королевского герба Франции в четвёртой четверти. Этим же указом были утверждены национальные цвета Канады: белый и красный.
В 1957 году герб был несколько изменён: цвет кленовых листьев на щите сменился с зелёного на красный, форма щита и постамента была упрощена, корона Тюдоров была заменена короной Святого Эдуарда.
Современный вид герб приобрёл в 1994 году. В новом варианте герба добавлена опоясывающая щит лента с заимствованным с высшей гражданской награды — Ордена Канады девизом Desiderantes Meliorem Patriam («Они желали лучшей страны»). Кроме того, в новом варианте герба намёт был выполнен в виде стилизованных красных и белых листьев канадского клёна.

### Эволюция современного варианта герба
|      |      |      |
| 1921 | 1957 | 1994 |

## Использование
Герб используется как символ государственной власти различными ведомствами и представителями власти, включая премьер-министра, кабинет министров, спикера палаты общин, Парламент, большинство судов, включая Верховный суд Канады.
Кроме того, изображение герба напечатано на банкнотах всех номиналов (сам метод печати делает изображение герба степенью защиты от подделок, отчеканено на пятидесятицентовой монете, а также изображена на обложке канадского паспорта.
В вооружённых силах Канады право на знаки отличия с изображением герба имеют только главный прапорщик (Chief Warrant Officer (англ.)) и главный старшина 1-го ранга (Chief Petty Officer 1st Class (англ.)).
Полный вариант герба на красном флаге также иногда используется государством, например по случаю празднования столетия Канады.
Герб Канады воспроизводится на официальных документах правительства и парламента страны, некоторых министерств, верховного суда, на публикациях парламентских дебатов, на документации канадских посольств за рубежом, помещается на государственных зданиях. Изображение герба запрещено применять в коммерческих целях.

## Символизм герба

### Корона
Герб увенчан короной Св. Эдуарда, использующейся для коронации британских монархов, являвшихся главами Канады. Этот элемент символизирует государственный статус Канады: конституционная монархия во главе с королём или королевой Великобритании. Этот вариант короны был принят в 1957 году по инициативе Елизаветы II взамен старого варианта 1921 года, который изображал корону Тюдоров.

### Нашлемник и бурелет
Нашлемник герба аналогичен таковому в королевском гербе Великобритании, за исключением того, что английский золотой коронованный лев держит в правой лапе красный кленовый лист — символ суверенитета Канады. Кроме того, лев с кленовым листом в лапе является ещё и эмблемой генерал-губернатора Канады и символизирует в данном случае уже не суверенитет Канады, а факт того, что генерал-губернатор является представителем британской короны в Канаде.
Бурелет представляет собой две переплетённые между собой матерчатые трубки белого и красного цвета.

### Шлем и намёт
К золотому королевскому шлему с решетчатым забралом прикреплён стилизованный под бело-красные кленовые листья намёт.

### Щит
Геральдический щит пятичастный. Четыре части символизируют страны, из которых прибыли предки канадцев: три золотых льва на красном поле символизируют Англию, красный лев на золотом поле — Шотландию, золотая арфа на синем поле — Ирландию, три золотых лилии на синем поле — Францию. Пятая (нижняя) часть — три красных листа сахарного клёна на серебряном поле, растущие из одной ветви как символ развития единой нации из многих народов.

### Лента
Щит опоясывает лента с латинской надписью Desiderantes Meliorem Patriam (лат.) («Они желали лучшей страны»). Этот девиз позаимствован с высшей гражданской награды — Ордена Канады. Этот элемент был добавлен королевой в 1987 году по совету премьер-министра и в 1994 году был утверждён официально в качестве элемента нового дизайна герба.

### Девиз
Снизу герб окаймляет синяя с бирюзовым отливом лента с латинским девизом A mari usque admare (лат.) («От моря до моря»), взятым из 71-го библейского псалма: «Он будет обладать от моря до моря и от реки до концов земли». В оригинале в 1906 году девиз использовался в законодательной ассамблее Саскачевана.
В марте 2006 года премьеры трёх провинций Канады призвали обновить девиз, дабы он лучше отражал всю территории страны, так как Канада имеет выход к Северному Ледовитому, Атлантическому и Тихому океанам. Предлагаются варианты: A mari ad mare ad mare (лат.) (От моря до моря и до моря) и A mari usque ad maria (лат.) (От моря к морям).

### Щитодержатели
Поддерживают щит стоящие на задних лапах английский лев и шотландский единорог (фигуры заимствованы из герба Великобритании). Лев и единорог держат флагштоки с королевскими знамёнами Британии и Франции. В отличие от Британской версии, лев не коронованный и смотрит в сторону. Разорванная цепь символизирует сопротивление единорога против притеснения.

### Основа
Щитодержатели стоят на платформе из геральдических растений, повторяющих основной мотив щита: английские (и валийские) розы Тюдоров (соединяющие в себе белую розу Йорков и красную розу Ланкастеров), французские королевские лилии, шотландский чертополох и ирландский трилистник.